# Giovenale di Gerusalemme
Giovenale di Gerusalemme (in greco: Ιουβενάλιος) (... – 2 luglio 458) è stato un vescovo bizantino, primo patriarca di Gerusalemme, venerato come santo da alcune Chiese ortodosse orientali.

## Biografia
Eletto vescovo di Gerusalemme nel 422, il suo obiettivo principale fu quello di elevare la diocesi, al momento dipendente dal quella di Antiochia e suffraganea dell'arcidiocesi di Cesarea marittima, al rango di sede patriarcale. Si dovette scontrare con l'opposizione di Cirillo di Alessandria e di papa Leone I.
Nel 429 consacrò la lavra di Eutimio, situata lungo la strada tra Gerusalemme e Gerico, e inviò alcuni presbiteri e diaconi. Nel 431 si schierò con Cirillo contro Nestorio nel primo Concilio di Efeso.
Nel 449 fu uno dei protagonisti del secondo Concilio di Efeso, essendo il primo a firmarlo. Ciò portò alla rimozione del suo nome dai dittici delle chiese che respinsero il concilio. Tuttavia in seguito cambiò la sua posizione al Concilio di Calcedonia convocato più tardi, condannando il precedente concilio.
Nel 451 il IV Concilio ecumenico si riunì nella città di Calcedonia e si concluse con la condanna dell'eresia monofisita, che insegnava che la natura umana in Cristo era totalmente assorbita dalla natura divina.
Giovenale fu tra coloro che condannarono l'eresia e affermarono la dottrina ortodossa dell'unione di due nature in Gesù Cristo, il divino e l'umano, senza separazione e senza miscele. Quando Dioscoro I di Alessandria fu processato per violazione della legge canonica, Giovenale votò per la sua condanna. Come conseguenza della  posizione predominante di cui ormai godeva la sua persona, gli altri vescovi del concilio acconsentirono all'istituzione del patriarcato di Gerusalemme, ma quando Giovenale tornò nella sua sede, i monofisiti lo cacciarono e insediarono Teodosio come patriarca. Secondo quanto riferito, Teodosio generò un clima di terrore e riempì Gerusalemme di sangue, quindi iniziò una vera e propria campagna militare per punire altri rivali nella regione, come Severiano, vescovo di Scitopoli, che brutalmente giustiziò nel 452 o 453. Le truppe imperiali reinsediarono Giovenale nel 453 ed egli rimase in pace a Gerusalemme fino alla sua morte, avvenuta il 2 luglio 458.